# Megacythere johnsoni
Megacythere johnsoni is een mosselkreeftjessoort uit de familie van de Cytheromatidae. De wetenschappelijke naam van de soort is voor het eerst geldig gepubliceerd in 1941 door Mincher.